# Elazığ
Elazığ (výslovnost Elazí) je město ve východním Turecku, v nadmořské výšce 1 067 m nedaleko Kebanské přehrady na řece Eufrat. Elazığ má asi 300 000 obyvatel a je správním střediskem stejnojmenné provincie.

## Historie
Město Elazığ bylo založeno poměrně nedávno, v roce 1834 jako Mamüret'ül-Aziz sultánem Abudlazizem. Název Elazik dal městu až roku 1937 Mustafa Kemal Atatürk, který ho pojmenoval v překladu „Město jídla“ – Elazığ se totiž nachází v úrodné nížině. Kvůli složité výslovnosti byl později vládou název zjednodušen na Elazığ.

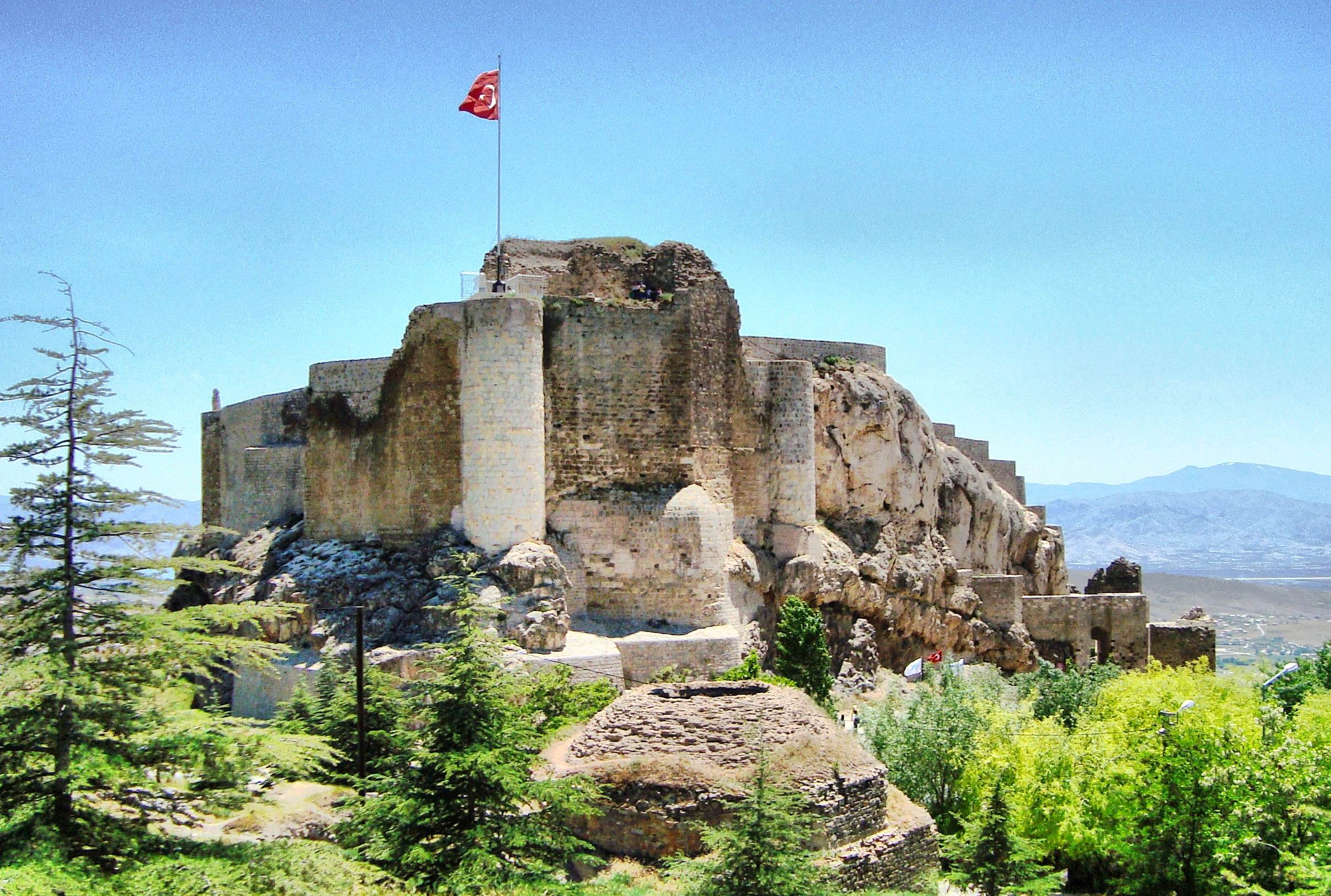
Harput Kalesi (hrad Harput)

## Významné stavby a přírodní útvary
- Fırat Üniversitesi (Eufratská univerzita)
- Harput Kalesi (hrad Harput)
- Archeologické a etnografické muzeum
- Hazar Gölü (Hazarské jezero)
- V okolí města se nachází mnoho mešit z období středověku.